# Paracidobacterium
Paracidobacterium es un género de bacterias gramnegativas de la familia Acidobacteriaceae. Actualmente contiene una sola especie: Paracidobacterium acidisoli. Fue descrita en el año 2022. Su etimología hace referencia al lado de Acidobacterium. El nombre de la especie hace referencia a suelo ácido. Es aerobia e inmóvil. Tiene un tamaño de 0,3-0,4 μm de ancho por 0,8-1,2 μm de largo. Catalasa positiva y oxidasa negativa. Forma colonias redondas, convexas y de color amarillo claro en agar GYS tras 10 días de incubación. También crece en agar TSA, pero no en MacConkey. Temperatura de crecimiento entre 12-37 °C, óptima de 28 °C. Tiene un contenido de G+C de 60,5%. Se ha aislado de suelo forestal en la provincia de Guangdong, China. 